# Santuario de la Divina Misericordia (Guayaquil)
El Santuario Nacional de la Divina Misericordia  es un templo y santuario de culto católico dedicado a Jesús de Nazaret bajo la advocación del Señor de la Divina Misericordia. Se localiza a las afueras de la ciudad de Guayaquil (Ecuador) y pertenece a la jurisdicción eclesiástica de la arquidiócesis de Guayaquil.
Es considerado el segundo templo más grande de la ciudad, detrás de la Catedral de San Pedro, con una capacidad aproximada de 2200 personas y con una altura de 29 metros. El santuario está ubicado en un complejo con un área de 110.000 m², en la cual también se encuentran una casa de retiro, áreas recreativas, casa para sacerdotes, área para catequesis y evangelización, espacio para 2000 michos, y un aparcamiento para 120 vehículos.
La construcción del templo inició en 2009. El 26 de junio del 2011, se inauguró la primera parte de la obra, mientras que en julio de 2013 se terminaron los trabajos en las demás áreas.

## Historia

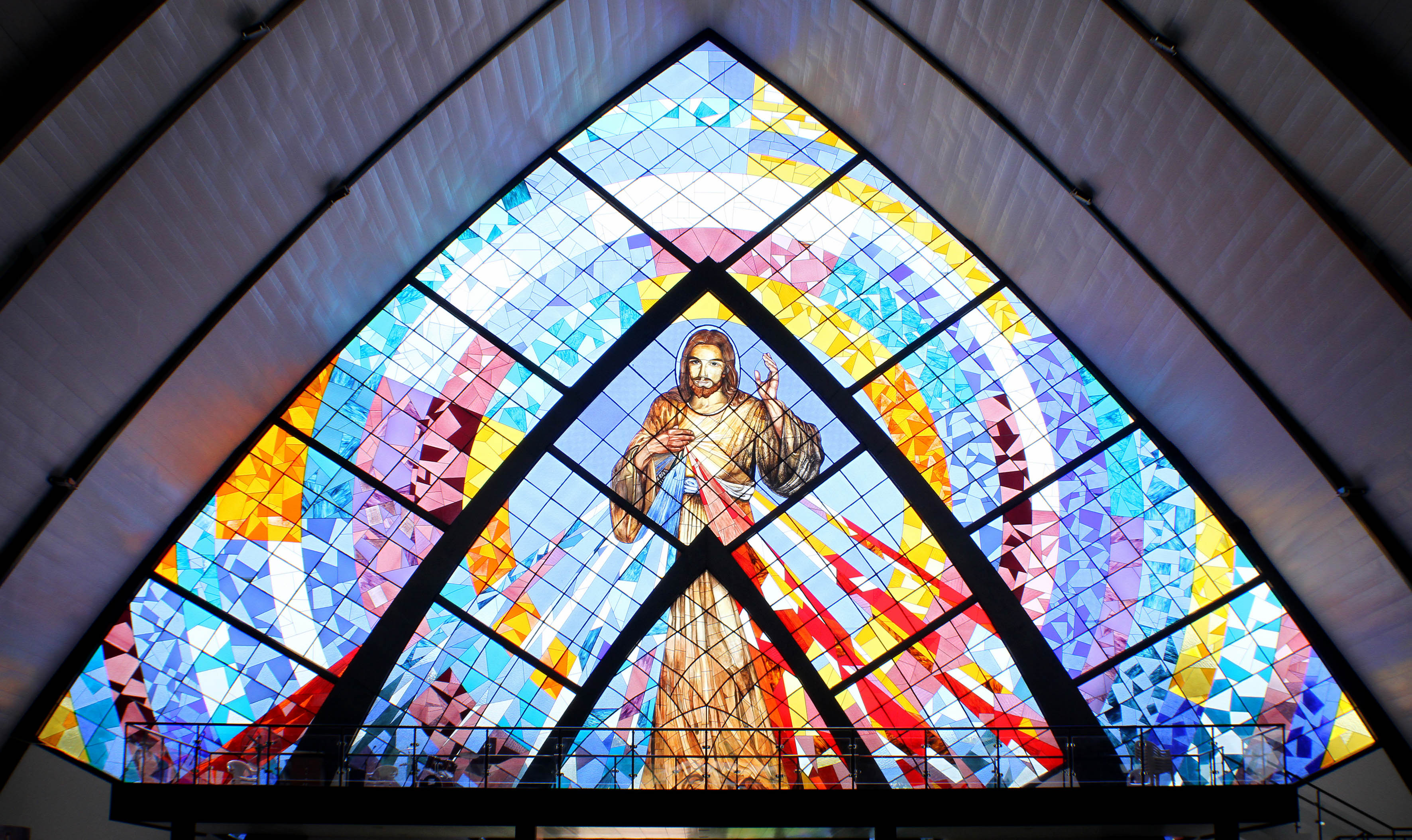
Vitral de la imagen del Señor de la Divina Misericordia en el santuario.

### Antecedentes
En el mes de junio de 2009, las autoridades religiosas de Guayaquil organizaron un evento para convocar a los fieles católicos. El evento consistía en la develación de un altar a la advocación cristífera de la Divina Misericordia en la Catedral de San Pedro. A la develación del altar llegó una masiva concurrencia de fieles devotos que contó con más de 3000 personas.
El arzobispo Antonio Arregui, tras evidenciar la gran cantidad de seguidores de esa advocación, pidió a la Asociación de la Divina Misericordia, la misma que fue encargada de elaborar el altar, que construya un santuario en la ciudad. La asociación convocó a varias personas para realizar una campaña de recolección de fondos que permitan la construcción del templo. 
Se recolectaron fondos a través de varias actividades realizados por voluntarios como bingos, ventas de ropa (pulgueros), conciertos y otros eventos que les permitieron recibir donaciones. En los primeros 20 días consiguieron alrededor de $250 000. El total recaudado para la obra fue de aproximadamente $2 000 000, de los cuales un 70% fue donado exclusivamente en materiales de construcción.

### Construcción

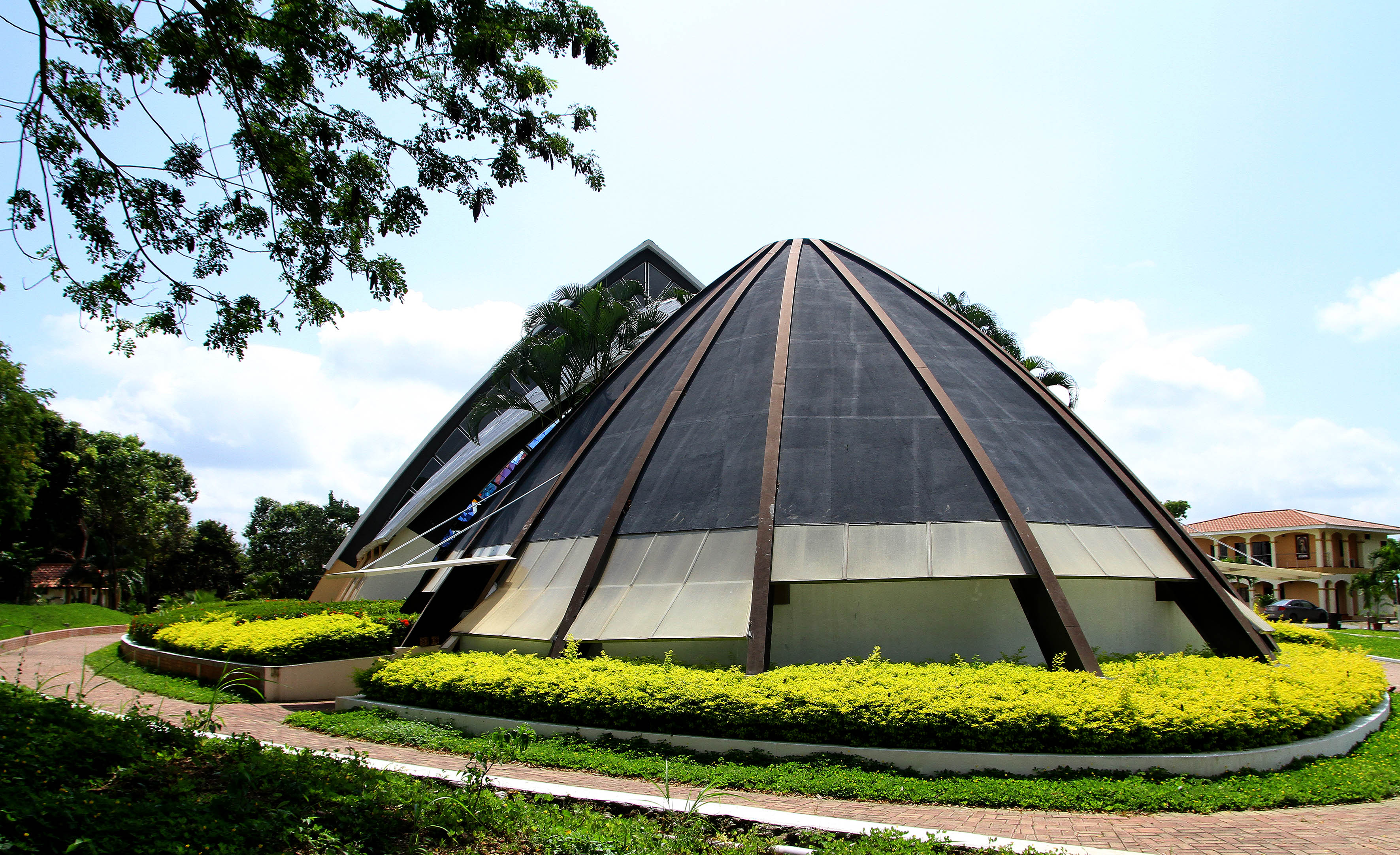
Ágora exterior

Luego de la recolección de fondos, Eduardo Romero —ingeniero y director de la Asociación de la Divina Misericordia— empezó a dirigir las obras. Se compraron predios ubicados a las afueras de la ciudad de Guayaquil, el kilómetro 26 de la Vía a la Costa en la parroquia urbana de Chongón.
El 26 de septiembre del 2009 se colocó la primera piedra de este proyecto. La obra total estaba comprendida por tres fases en la cual se concretaría cada una de las partes principales del santuario.
Durante la construcción del santuario, 
El área total del predio es de aproximadamente 110 000 m², situado en medio de un bosque tropical a pocos kilómetros del manglar que rodea al estero Salado, de los cuales 2.400 m² fueron destinados a la infraestructura religiosa. Entre las edificaciones están el templo principal, el ágora exterior, una cafetería, área recreacional, una casa sacerdotal, y un aparcamiento de capacidad para 120 vehículos.

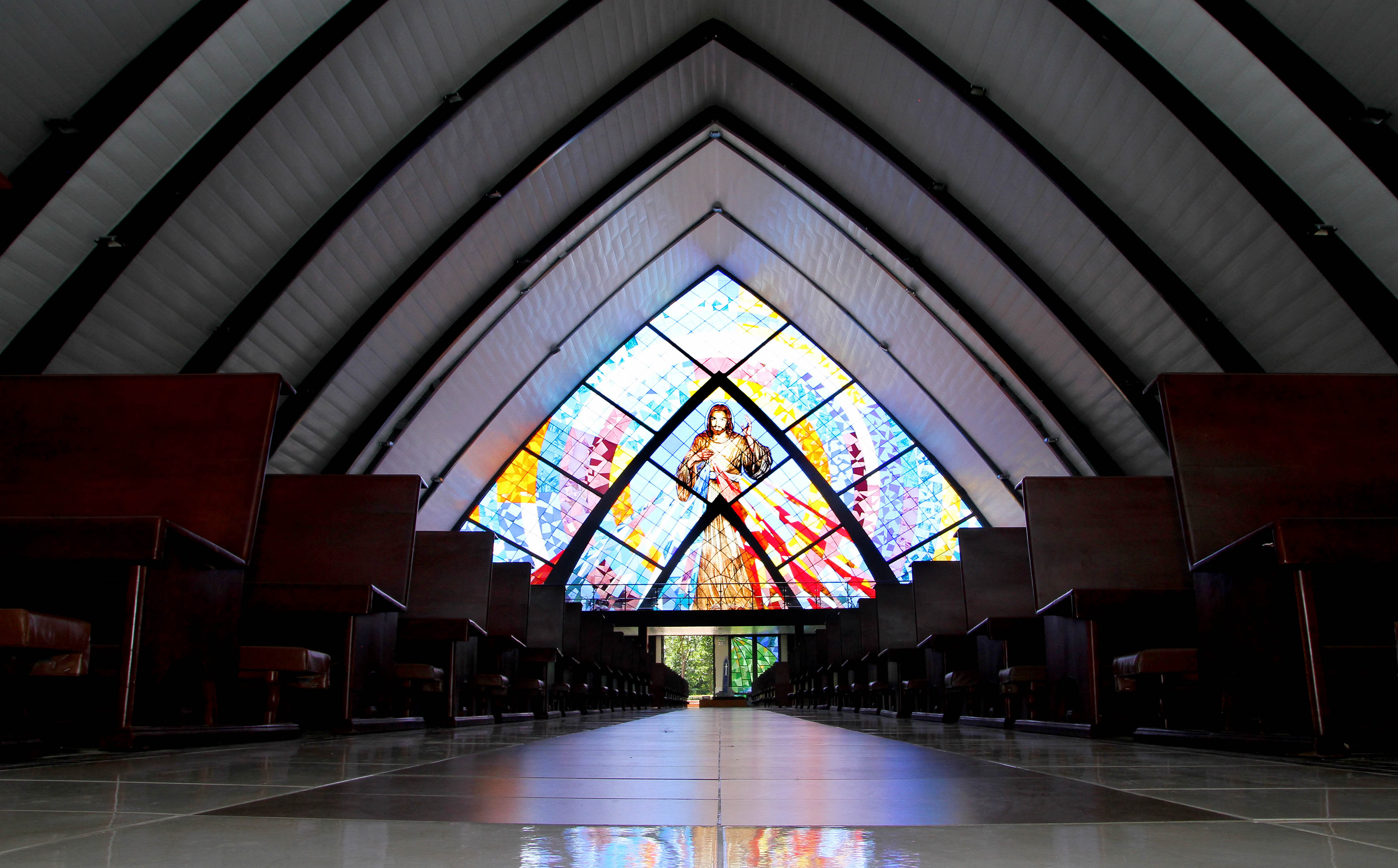
Arco ojival y vitral vistos desde el interior

A la entrada del templo se construyó un arco ojival de gran tamaño que cobijaría a la nave central que comprendía 1790 m². La sacristía y la cripta comprenderían otros 118 m². 
Una de las características que más sobresalen del santuario es el vitral con la imagen de la Divina Misericordia, la cual está hecha de una sola pieza y mide 288 m², creada por el artista ecuatoriano Jorge Luis Narea.
A los donantes que aportaron entre cinco y veinte dólares, se les «vendió un ladrillo», lo cual consistía en que, en los exteriores del templo, estarían los nombres de los contribuyentes grabados en los adoquines ornamentales. Otra forma de financiamiento de la obra fue la venta de 2000 nichos, construidos en el subsuelo del templo, entregados en comodato a los donantes por 99 años renovables a perpetuidad.
A mediados del 2011, año y medio después de iniciado los trabajos de la obra, se finalizó la primera fase que consistía en el templo con la cúpula principal y el altar.

### Inauguración
El 26 de junio de 2011, se inauguró la primera fase del santuario que consistió en la primera cúpula del templo y el altar. La segunda fase que comprendía la segunda cúpula se inauguró en mayo de 2012. Finalmente los trabajos de la tercera y última fase concluyeron en julio del 2013.
El 8 de septiembre de 2013 se celebró la inauguración oficial por parte de las autoridades de la Iglesia católica de Guayaquil. Para la inauguración del santuario se celebró una misa que convocó a unos 5 mil fieles católicos. La misa fue oficiada por el monseñor Antonio Arregui, arzobispo de Guayaquil, el obispo auxiliar Iván Minda Chalá, y otros clérigos que ayudaron con la tarea para confesar y dar la comunión a los asistentes.

## Visita papal

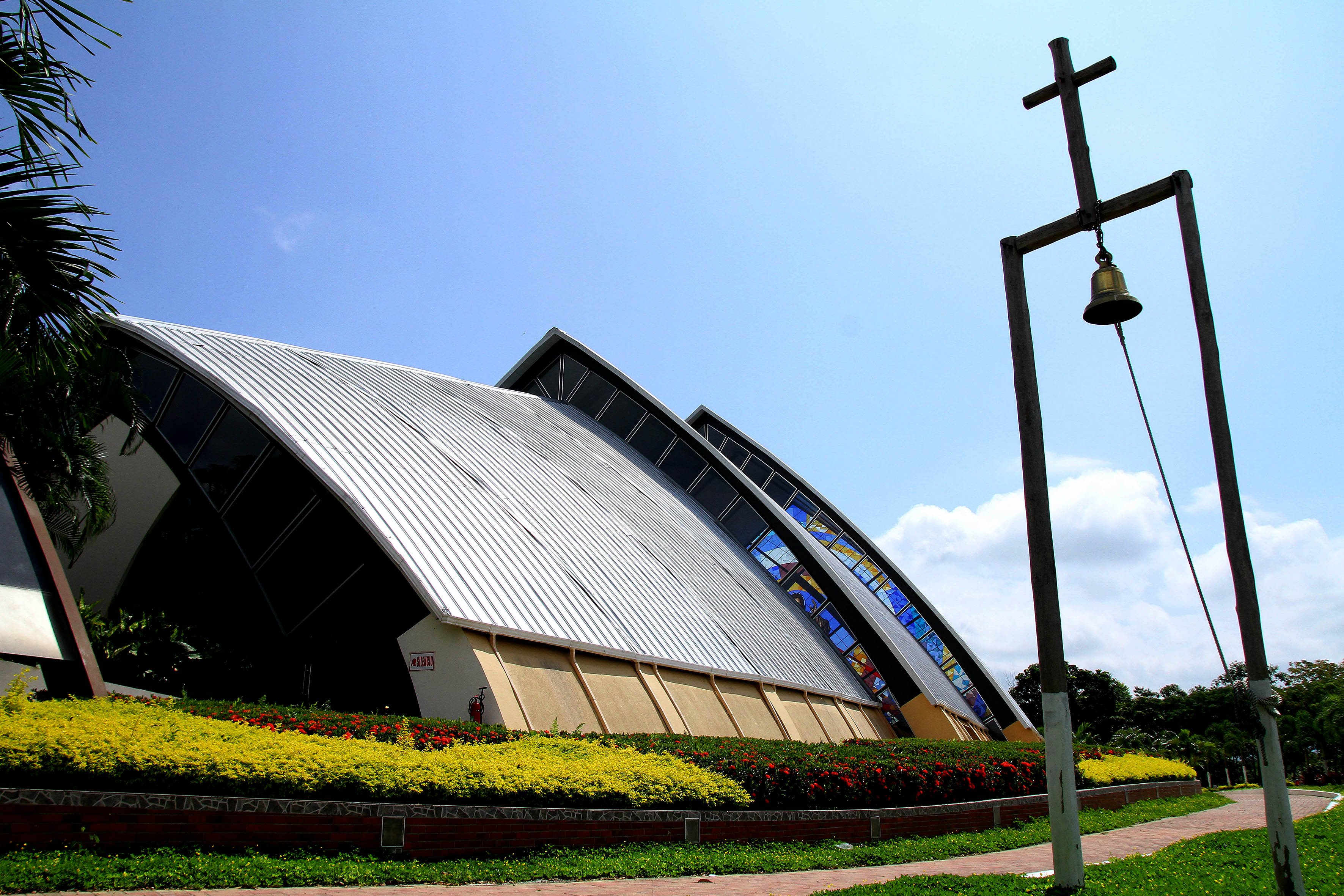
Vista del santuario

Tras el anuncio a comienzos del 2015 de la Santa Sede sobre la posibilidad de una visita al Ecuador por parte del papa Francisco, las autoridades religiosas del país empezaron a proponer los distintos escenarios para dicha visita. Con la oficialización del viaje, la ciudad de Guayaquil estaba dentro del itinerario de viaje de pontífice. La Arquidiócesis de Guayaquil designó al Santuario de la Divina Misericordia como el lugar en donde el papa realizaría su misa, debido a que el propio papa se sintió atraído por el santuario.
Varias autoridades políticas se opusieron a la designación del Santuario, por motivos de seguridad. La propuesta del gobierno nacional, en conjunto con la gobernación del Guayas, fue de cambiar la sede de la misa al Parque Samanes. La propuesta fue denegada en primera instancia, lo cual causó incluso la renuncia del gobernador Rolando Panchana. La comitiva del Vaticano pedía que la misa se realice en el santuario tal como inicialmente se propuso.
Finalmente, tras diálogos por parte del gobierno, se acordó que la misa se realizaría en el Parque Los Samanes por motivos de seguridad y de mayor aforo de fieles católicos. Sin embargo, el papa confirmó que daría una rápida visita al santuario.